# Siehe, der Hüter Israel, BWV Anh. 15
Siehe, der Hüter Israel, BWV Anh. 15 (Mira, el guardià d'Israel) és una cantata perduda de Bach, estrenada a Leipzig, probablement el 27 d'abril de 1724, per a una cerimònia de graduació interpretada a l'Església de Sant Pau; d'autor desconegut. S'ha especulat que els moviments d'aquesta cantata, Bach els va parodiar en la simfonia en re major, BWV 1045, i en el cor inicial de la cantata BWV 104, intitulada Du Hirte Israel, höre.